# Severino Galante
Severino Galante (Noventa Padovana, 20 maggio 1944) è un politico italiano.

## Biografia
Laureato in filosofia, è stato docente di discipline storiche contemporaneistiche presso la facoltà di Scienze Politiche dell'Università di Padova. Inizia l'attività politica nel 1960, quando si iscrive alla Federazione Giovanile Comunista Italiana. In ambito istituzionale è consigliere comunale del Partito Comunista Italiano a Padova dal 1980 al 1995; dopo la dissoluzione del PCI è stato tra i fondatori di Rifondazione Comunista, con cui viene eletto deputato della Repubblica nella XI Legislatura (1992-1994) nella Circoscrizione Veneto 1. 
Alle Elezioni Europee del 1994 è stato candidato dal PRC nella circoscrizione dell'Italia Nord Orientale, senza risultare eletto. Dal 1995 al 2004 è stato Consigliere regionale del Veneto prima per il PRC e poi per il PdCI (di cui è stato fra i fondatori nell'autunno 1998). 
Alle Elezioni Europee del 1999 è stato candidato dal PdCI nella circoscrizione dell'Italia Nord Orientale, in quella Centrale e in quella Meridionale, senza risultare eletto.
Viene eletto nuovamente deputato nelle elezioni suppletive per la Camera del 2004 (XIV legislatura) nel collegio del Mugello; è stato poi riconfermato nella XV Legislatura con il Partito dei Comunisti Italiani, e il 4 maggio 2006 è stato nominato Questore della Camera dei deputati. Termina il proprio mandato parlamentare nel 2008.
È stato dal 1999 al 2007 membro della segreteria nazionale del PdCI, prima con la responsabilità delle Relazioni internazionali e successivamente dell'organizzazione. Dal Congresso di Rimini dell'aprile 2007 al luglio 2008 è stato Co-Coordinatore della Segreteria nazionale del PdCI. Successivamente è divenuto componente dell'Ufficio politico dello stesso partito.

## Opere
- Dialettica e storia. Un dibattito filosofico italiano degli anni sessanta, Padova, Libreria EDI, 1972.
- La politica del PCI e il Patto atlantico. Rinascita 1946-'49, Padova, Marsilio, 1973.
- La scelta americana della DC, in Mario Isnenghi e Silvio Lanaro (a cura di), La Democrazia cristiana dal fascismo al 18 aprile. Movimento cattolico e Democrazia cristiana nel Veneto, 1945-1948, Venezia, Marsilio, 1978.
- La fine di un compromesso storico. PCI e DC nella crisi del 1947, Milano, FrancoAngeli, 1979. ISBN 88-204-1698-0.
- Alle origini del partito armato, in "Il Mulino", 1981, n. 3.
- Gli organizzatori della speranza: comunisti in Polesine 1945-1948, in "Materiali di storia" 1987, n. 1.
- Il Pci e l'Europa nel 1956, in B. Groppo - G. Riccamboni (a cura di), La Sinistra e il '56 in Italia e Francia, Padova, Liviana, 1987. ISBN 88-7675-408-3
- Il Partito comunista italiano e l'integrazione europea. Il decennio del rifiuto, 1947-1957, Padova, Liviana, 1988. ISBN 88-7675-519-5.
- Il PCI e la genesi della politica d'impotenza, 1941-1949, in Ennio Di Nolfo, Romain H. Rainero, Brunello Vigezzi (a cura di), L'Italia e la politica di potenza in Europa. 1945-50, Settimo Milanese, Marzorati, 1988. ISBN 88-280-0065-1.
- The Genesis of Political Impotence. Italy's Mass Political Parties in the Years between the Great Alliance and the Cold War, in J. Becker-F. Knipping (eds), Power in Europe? Great Britain, France, Italy and Germany in a Postwar World 1945 - 1950, Berlin - New York. de Gruyter, 1986.
- La CLEA 1959-1989. Origini e sviluppi di una cooperativa veneta, Padova, Il Prato, 1989.
- Alla ricerca della potenza perduta. La politica internazionale della DC e del PCI negli anni Cinquanta, Manduria, Lacaita, 1990.
- La fondazione del Cominform. Considerazioni sopra alcuni documenti editi e inediti (I parte), in "Storia delle relazioni internazionali", 1990/1.
- La fondazione del Cominform. Considerazioni sopra alcuni documenti editi e inediti (II parte), in "Storia delle relazioni internazionali", 1990/2.
- The Italian Left and the Atlantic Pact: the Nation vs. Proletarian Internationalism, in The Atlantic Pact Forty Years Later, Berlin - New York, de Gruyter, 1991.
- L'autonomia possibile. Il Pci del dopoguerra tra politica estera e politica interna, Firenze, Ponte alle Grazie, 1991.
- I comunisti italiani e il Mito sovietico nel secondo dopoguerra. Tra "emotional russophilia" e organizzazione, in Aa. Vv., L'URSS il Mito le Masse, Milano, FrancoAngeli, 1991. ISBN 88-204-6986-3.
- The International Policies of the Italian Christian Democratic and Communist Parties inthe Fifties, in Ennio Di Nolfo ((ed), Power in Europe? II Great Britain, France, Germany and Italy and the Origins of the EEC 1952 - 1957, Berlin - New York, de Gruyter, 1992.
- 'European Communism' and the West: From Co-operation to Hostility, in Antonio Varsori (ed), Europe 1945 - 1990s. The End of an Era?, London, Macmillan Press LDT, 1995.ISBN 0-333-57932-1
- L'opposizione del PCI, in Commissione italiana di storia militare, L'Italia del dopoguerra. Le scelte internazionali dell'Italia, Gaeta, Stabilimento grafico militare, 1999.
- Esperienze politiche di uno storico comunista, Venezia, CompEditoriale Veneta, 2000.
- Palmiro Togliatti e il "destino dell'uomo" in Aa. Vv., Togliatti e il destino dell'uomo, Roma, Robin edizioni, 2003. ISBN 88-7371-033-6.
- Quota 306, ovverosia Cronache alimentari di una campagna elettorale, ovverosia Tappe di un percorso gastronomico dal volto umano, Roma, Robin, 2006. ISBN 88-7371-231-2.
- Confessioni di un malfattore. Vita politica di un ex giovane comunista, Milano, FrancoAngeli, 2014. ISBN 978-88-917-0897-7.
- Cronaca di una scissione. Dal Pci al Prc. 11 marzo 1990 - 3 febbraio 1991, prefazione di Nichi Vendola, Massarosa (Lucca), Marco Del Bucchia Editore, 2017. ISBN 978-88-471-0892-9.
- L'anno zero di Rifondazione comunista. 3 febbraio 1991 - 19 gennaio 1992, Introduzione di Luciana Castellina, Milano, Punto rosso, 2018. ISBN 978-88-8353-212-4
- Le cadute. Il Governo Prodi e la scissione di Rifondazione comunista (1996-1998), Prefazione di Claudio Grassi, Milano, Punto rosso, 2022, ISBN 978-88-8351-275-9